# Jacano
 (avril 2025).
La mise en forme du texte ne suit pas les recommandations de Wikipédia : il faut le « wikifier ».
Les points d'amélioration suivants sont les cas les plus fréquents :
- Les titres sont pré-formatés par le logiciel. Ils ne sont ni en capitales, ni en gras.
- Le texte ne doit pas être écrit en capitales (les noms de famille non plus), ni en gras, ni en italique, ni en « petit »…
- Le gras n'est utilisé que pour surligner le titre de l'article dans l'introduction, une seule fois.
- L'italique est rarement utilisé : mots en langue étrangère, titres d'œuvres, noms de bateaux, etc.
- Les citations ne sont pas en italique mais en corps de texte normal. Elles sont entourées par des guillemets français : « et ».
- Les listes à puces sont à éviter, des paragraphes rédigés étant largement préférés. Les tableaux sont à réserver à la présentation de données structurées (résultats, etc.).
- Les appels de note de bas de page (petits chiffres en exposant, introduits par l'outil «  Source ») sont à placer entre la fin de phrase et le point final[comme ça].
- Les liens internes (vers d'autres articles de Wikipédia) sont à choisir avec parcimonie. Créez des liens vers des articles approfondissant le sujet. Les termes génériques sans rapport avec le sujet sont à éviter, ainsi que les répétitions de liens vers un même terme.
- Les liens externes sont à placer uniquement dans une section « Liens externes », à la fin de l'article. Ces liens sont à choisir avec parcimonie suivant les règles définies. Si un lien sert de source à l'article, son insertion dans le texte est à faire par les notes de bas de page.
- La présentation des références doit suivre les conventions bibliographiques. Il est recommandé d'utiliser les modèles {{Ouvrage}}, {{Chapitre}}, {{Article}}, {{Lien web}} et/ou {{Bibliographie}}. Le mode d'édition visuel peut mettre en forme automatiquement les références.
- Insérer une infobox (cadre d'informations à droite) n'est pas obligatoire pour parachever la mise en page.

Pour une aide détaillée, merci de consulter Aide:Wikification.
Si vous pensez que ces points ont été résolus, vous pouvez retirer ce bandeau et améliorer la mise en forme d'un autre article.
Jacano (transcription phonétique de Jacques Hanot), est un peintre, décorateur, illustrateur et céramiste belge, né à Bruxelles en 1923 et décédé à Overijse en 1995,,. Sa formation, à la fois académique et autodidacte, lui permet d’expérimenter divers matériaux et de développer son
propre style, aisément reconnaissable et caractérisé par «une admirable subtilité d’expression et un sens aigu des couleurs, fraîches et vives».

## Jeunesse et formation
Après une jeunesse heureuse remplie de rencontres artistiques, vient une période difficile avec le décès de son père en 1939 et la guerre de 1940-1945. Il termine toutefois ses études à l’Institut Textile de Bruxelles. Il suit également les cours du soir à l’Académie d’Ixelles de 1941 à 1946 (sous la direction de Charles Swyncop en Raymond Dierickx) et à l’Académie de Bruxelles en 1942 (sous la direction d'Alfred Bastien),,.
En 1946, le journal Le Soir fait appel à ses talents de dessinateur.

## Voyages
Jacano a effectué plusieurs voyages, qui ont profondément influencé son œuvre. En 1947, il se rend en Égypte et en 1949, il part au Congo où il reste trois ans. Il retourne fin 1954 au Congo pour un bref séjour,,,. Il participe à la décoration du pavillon du Congo lors de l’Exposition universelle de 1958 à Bruxelles,.

Il visite aussi la France, la Grèce, l'Italie et l'Espagne, ainsi que la Grande-Bretagne, mais aussi le Sénégal, le Niger, l’Angola, et l’Amérique du Sud,,.

## L'automobile, l'aviation et Bruxelles
Il se distingue par sa passion pour et sa capacité à dessiner machines, voitures, bateaux et avions. Sa passion se révèle dans différents projets tels que les calendriers Shell et l'aménagement des bâtiments Renault à Vilvorde et Cléon,, les affiches du Musée de l’aviation, les livrets édités à l’occasion de rallyes automobiles en Grande-Bretagne, en France et Espagne. 

Bien qu’il ait parcouru le monde, Jacano reste profondément attaché à son pays et à Bruxelles (et ses environs) et a réalisé de nombreux dessins de la Grand-Place et de la vie bruxelloise ainsi que des environs de Bruxelles,,.

## Expositions
L'œuvre de Jacano a fait l'objet de plus de 30 expositions individuelles, dont:
- 1948: Galerie Alban (Caire)
- 1952: Petite Galerie (Bruxelles) en présence de la reine Elisabeth
- 1955: Salle Albert 1er (Kaline, Congo)
- 1961: Hôtel Miramar (Biarritz)
- 1974: Brasserie Cantillon (Bruxelles)[14]
- 1984: Maison des arts (Schaarbeek)
- 1987: Maison des arts (Schaarbeek)
- 1990: Den Blank (Overijse)
- 2005: ArtPromotion (Bruxelles)[15]
- 2023: De Bosuil (Overijse)[9],[16],